# 自由民権運動
自由民権運動（じゆうみんけんうんどう、旧字体：自由民權運󠄁動、英: The Freedom and People's Rights Movement, Liberty and Civil Right Movement, The Liberty and Civil Right Movement）とは、明治時代の日本において行われた、憲法制定や国会開設のための政治運動ならびに社会運動である。

## 概要

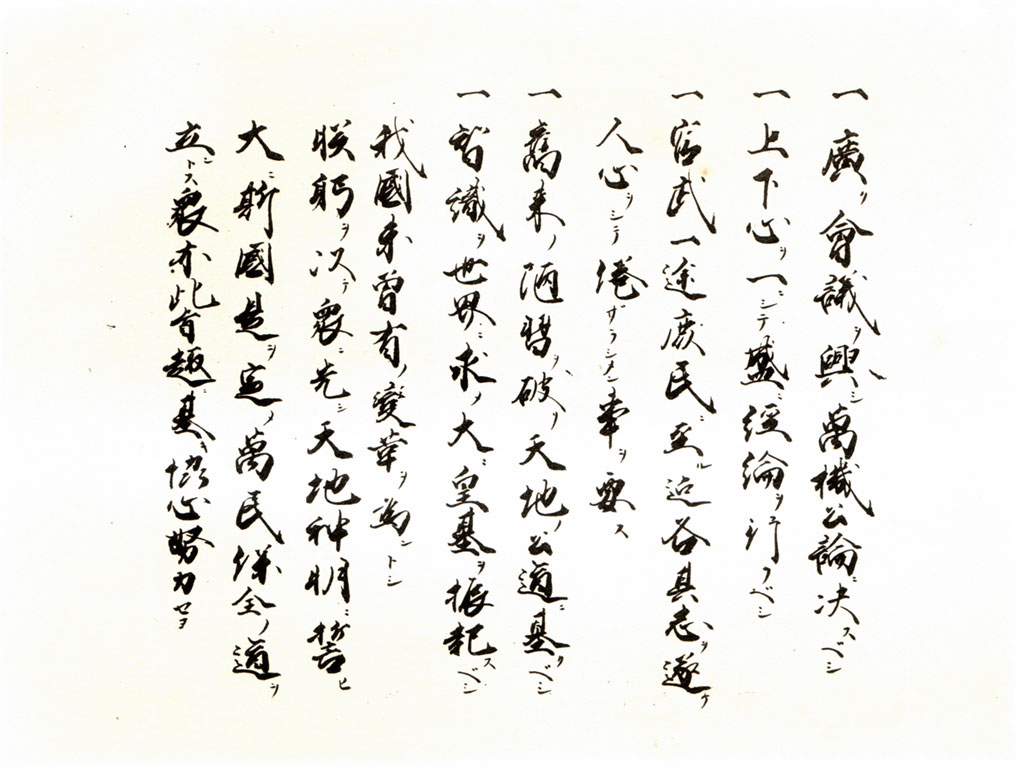
幟仁親王の揮毫による御誓文の原本

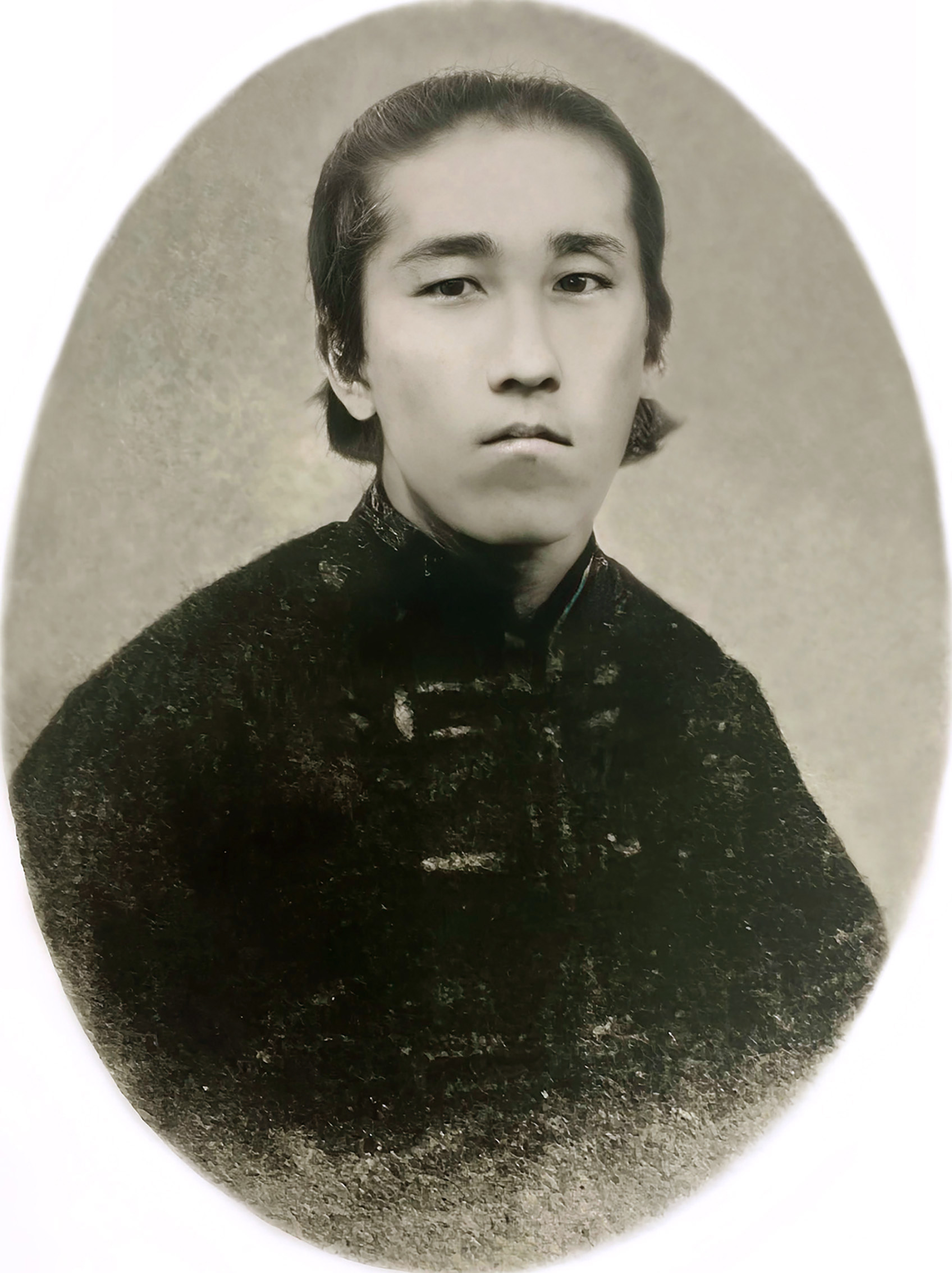
御親兵創設頃の最初期の軍服姿の板垣退助（1870年頃撮影）

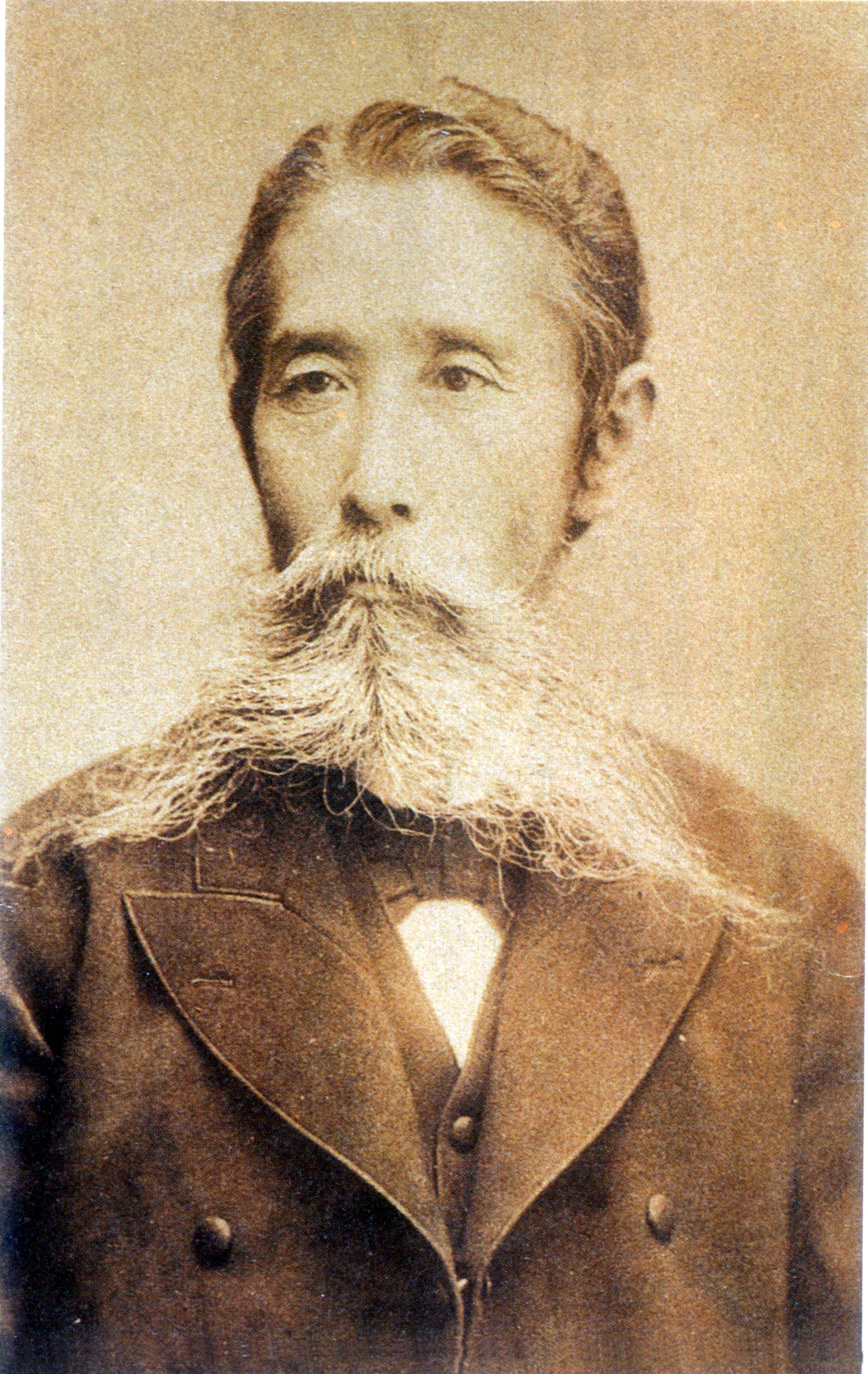
板垣退助

明治6年（1873年）征韓論を主張して敗れた板垣退助らが、野に下り征韓派勢力を結集し、明治7年（1874年）1月12日、愛国公党を結成し、1月17日『民撰議院設立建白書』を左院に提出し東アジアで初となる国会開設の請願を行ったことに始まる運動である。藩閥政府による専制政治を批判し、憲法の制定、議会の開設、地租の軽減、不平等条約の撤廃、言論の自由や集会の自由の保障などの要求を掲げ、明治23年（1890年）の帝国議会（国会）開設を政府に約束させた。

### 国民皆兵と四民平等
自由民権運動の主導者として知られる板垣退助は、明治6年の征韓論争に先立ち、廃藩置県前の土佐藩大参事であった時代、太政官の許可を得て、日本全国で初となる四民平均（四民平等）の布告を出しており、身分制の障壁を取り払って国民全員が国防の任務に就くべきこと（国民皆兵）を宣べているとおり、徴兵令の施行に最も積極的な人物であった。そして、この国民皆兵と表裏一体の関係として、国民の政治参加を構想しており、「命を掛けて国を守る義務」を負う代わりに「国政に対し意見を表明する権利」を有するべきとするもので、板垣自身は生涯を通して、この考えを具現化するために自由民権運動を展開している。
板垣自身の経歴は、土佐藩時代に軍制改革を行い、旧来の弓隊を廃止して、最新鋭の砲兵隊を組織し練兵を行った軍人であり、戊辰戦争では新政府軍を率いて軍功を立てた人物で、彼が自由民権運動を行うにあたっても常に軍人的視点、国防の急務と密接に繋がった理論を披瀝していることからも、板垣の行った自由民権とは軍人としての国家戦略の延長であり、その意味において彼は生涯軍人であったと言える。そのため、日本における自由民権運動とは、単なる欧米の自由主義思想の翻訳ではなく、尊皇精神や板垣自身のカリスマ性と武士道や愛国心に基づいた、海外にはない独自の発展をみせた。

### 自由民権運動の時代区分
自由民権運動は三つの段階に分けることができ、第一段階は1874年（明治7年）の『民選議院設立建白書』の提出から1877年（明治10年）の西南戦争頃までであり、第二段階は西南戦争以後、1884・1885年（明治17, 8年）頃までが、この運動の最盛期である。第三段階は条約改正問題を契機として、この条約改正に対する条件が日本にとって屈辱的であったため反対した民党が起こしたいわゆる大同団結運動を中心とした明治20年前後の運動である。

### 独自性
自由民権運動は、維新回天の元勲板垣退助が億兆安撫国威宣揚の御宸翰の意を拝し尊皇思想を基礎とし、明治天皇の五箇条の御誓文を柱として発展したもので、世界の自由主義思想とは潮流を異にする。特に御誓文の第一条「広く会議を興し万機公論に決すべし」の文言は重視され、国会開設および憲法制定の根拠とされた。
自由民権家が例外なく尊皇家であったのは、その主導者である板垣退助の影響が大きい。板垣は「君主」は「民」を本とするので「君主主義」と「民本主義」は対立せず同一不可分であると説いた。これらの論旨の説明には「天賦人権説」がしばしば用いられている。東北地方では河野広中、北陸では杉田定一、九州では頭山満らが活躍したが、初期において自由民権運動に参加した者は、いずれも板垣の薫陶を受けたものから派生している。世界の自由主義思想は、キリスト教神学の聖書解釈や個人主義などを伴って発展したものが多い中で、日本の自由主義は愛国主義(Patriotism)と密接に結びついており、単純にリベラリズム(Liberalism)と翻訳出来ない特徴を有する。

## 前史

### 幕末、明治維新の公議
「衆議ニ依テ政治ヲ決スルヲ要スト云フノ思想ハ封建制度ノ末期ニ既ニ其ノ萌芽ヲ見タリ」（佐々木惣一『日本憲法要論』昭和五年）。
幕末時代はヨーロッパ、アメリカでの産業革命以降、アジアの諸民族は西欧によって次々に植民地化され奴隷化され、ついに東洋の大帝国であった清国までイギリスに敗北し、日本国にも存亡の危機が迫っていた時代であった。
嘉永六年六月にペルリが浦賀に来航すると徳川幕府はそれまでの将軍専制の掟を破り朝廷に国際情勢の危機を奏聞するとともに、諸侯や一般の意見も徴した。「幕府専断」から「尊皇公議」への転換であった。公議公論にもとづいて天皇的統一国家を形成しなければ他のアジア諸国のように分割され征服されるだろうという危機感があったのである。
越前福井藩の横井小楠は幕府を廃止し、朝廷に公家と大名が参加する会議を開き、そこでの結論を「公論」と定め政策を行うことを提唱した。幕臣の大久保一翁も大公議会、小公議会からなる議会構想をもち、この構想は松平慶永から西郷隆盛、大久保利通らの知るところとなり、彼らからも支持された。津田真道は「上院」「下院」からなる議会設立を提案し、西周も上下院からなる「議政院」の設立を説いた。
政治的闘争を経てついに将軍徳川慶喜は政権を天皇に奉還し公議公論の新政を行うしかないと決断し、慶応三年十月十四日に大政奉還の上奏文を朝廷に提出し、翌十五日に勅許された。
明治元年には明治天皇は広く会議をおこして公論政治を断行する旨等の五箇条の御誓文を天地神明に誓ったが、これが明治維新の国是となった。またこれに続き出された政体書には米国式の三権分立が早くも打ち出されていた。
このように幕末期から唱えられた公議という言葉が政治参加の拡大を訴える正当性を持つ言葉として用いられ、広がることにより、近代の議会開設への歴史へと繋がっていくのであった。

### 書契事件
明治政府が樹立されると、日本はその旨を伝えるため朝鮮に対し国書を送るが、朝鮮は江戸時代を通じて宗氏を通して伝達が行われていたため受け取りを拒否。そこで、改めて対馬藩の宗氏を介し送った。しかし、従来使用されていなかった印鑑が使われ、国書の中に「左近衛少将」「朝臣」「皇」「奉勅」などの用語が使用されていたことや「礼曹参判」への呼称などが従来の書契形式と異なることなどに対して朝鮮側が難色を示し、国書の受理を拒否した。
当時、日本は西欧列強が迫っていた東アジア諸国の中で、逸早く開国し明治維新によって近代国家を目指し、西欧諸国のみならず、自国周辺のアジア諸国とも近代的な国際関係を樹立しようとして送った国書であったが、開明的な考え方の日本に比べ、閉鎖的、旧時代的な考え方にたつ朝鮮は、日本が送った国書の書式（書契）に「皇」や「勅」の文字があったため、日本の意図を曲解して受け取りを拒否したのである。中華思想における冊封体制下では「皇上」や「奉勅」という用語は中国の王朝にのみ許された用語であって、日本がそれを使用するということは、冊封体制の頂点に立ち朝鮮よりも日本の国際地位を上とすることを画策したと朝鮮は捉えたのである（書契事件）。

### 朝鮮外交問題
書契問題が膠着する中、朝廷直交を実現すべく朝鮮外交の権限を外務省に一元化し、対馬宗氏を除外して皇使を派遣すべきだとの意見が維新政府内に強まった。その前提として調査目的に佐田白茅らが派遣されたが、彼は帰国ののち1870年（明治3年）「30大隊をもって朝鮮を攻撃すべきだ」という征韓の建白書を提出する。
局面の打開のため、外務省は対馬宗氏を通して朝鮮外交の一本化を進める宗氏派遣計画（1871年（明治4年）2月）や柳原前光の清国派遣（1871年（明治4年）8月政府等対論）など複数の手立てを講じ、同年9月13日には清国と日清修好条規が締結されるにおよんだ。しかしながら、1871年（明治4年）4月にアメリカ艦隊が江華島の砲台を占領、朝鮮側がこれを奪還する事態が生じ（辛未洋擾）、朝鮮が攘夷の意思を強めていたこともあって交渉は進展しなかった。1871年（明治4年）の末からは岩倉使節団が西欧に派遣されることとなり、国政外交に関する重要な案件は1873年（明治6年）秋まで事実上の棚上げとなった。

### 征韓論争

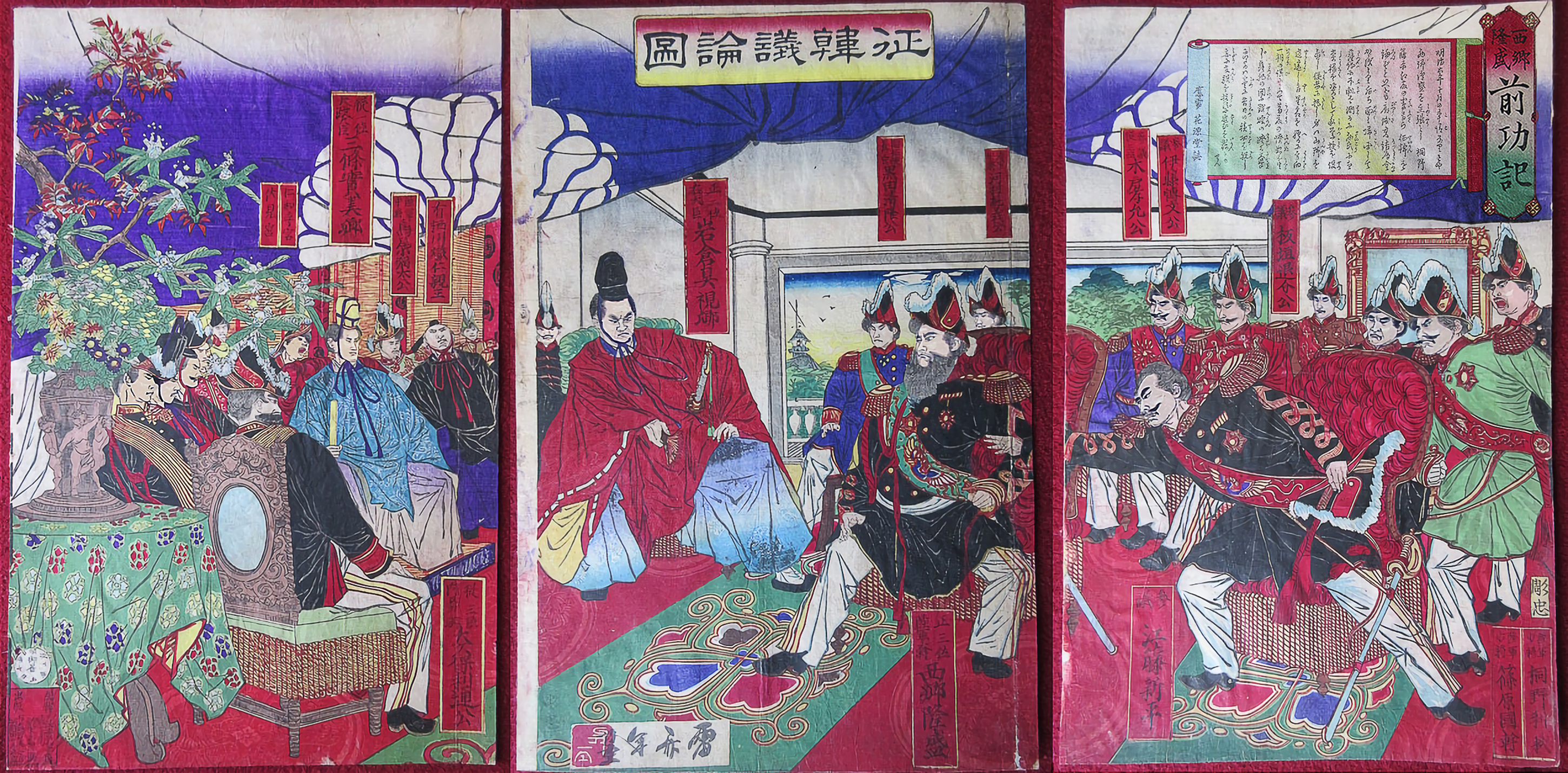
征韓議論（1877年（明治10年）鈴木年基作）

欧米近代国家の政治や産業の発展状況を視察し、明治6年（1873年）9月13日に帰国した岩倉具視らは、帰国後の会議で、留守政府の首脳であった西郷隆盛や板垣退助らが朝鮮の開国問題解決のためには武力行使もあえて辞さないという強硬論（征韓論）を唱えたのに対し、海外事情を実見した大久保や木戸らは内治優先論を唱えて反対、征韓論は否決になった。そのため、西郷・板垣・後藤象二郎・江藤新平・副島種臣ら征韓派の参議がそろって辞職、官僚600余名も征韓論の否決に抗議して一斉に官を辞した（明治六年政変）。

## 経緯

### 運動の始まり

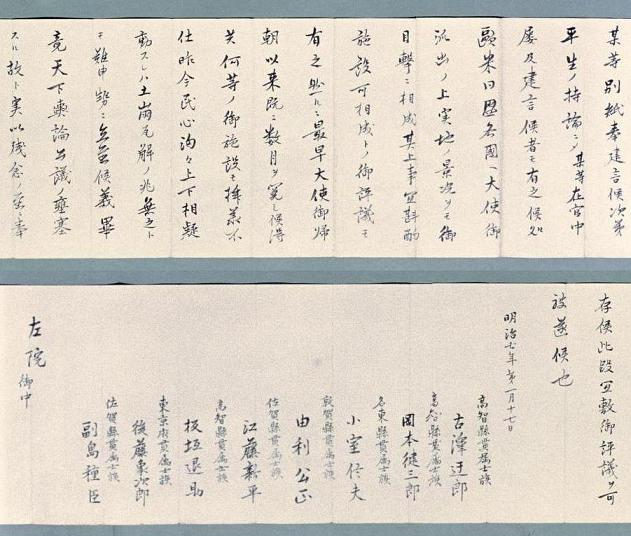
民撰議院設立建白書・序文

下野した征韓派は五箇条の御誓文の第一條「広く会議を興し万機公論に決すべし」の文言を基に有司専制を批判して結集を呼び掛け、明治7年（1874年）1月12日、板垣退助、後藤象二郎、江藤新平、副島種臣らが愛国公党を結成。1月17日、民撰議院設立建白書を政府左院に提出した。
板垣退助らの建白書は、時期尚早として却下されたが、この建白書がイギリス人のブラックによる新聞『日新真事誌』に載せられたことで、国会開設の問題が世間に知られることになり、民選議院を設立すべきか否かの論戦が新聞紙上で交わされることとなった。
愛国公党の諸氏は、互いに地元に帰り、先ず自分の地盤を固めることから活動することに決し、板垣ら土佐勢は高知に戻って立志社を設立した。
もともと議会開設を志向していた明治政府の木戸孝充は建白書の内容を知ると「天下之輿論」を採ろうとする主張は公議を重視するものと高く評価したという。土佐藩出身の保守派と目されていた佐々木高行も徳川時代の「天下の自民を愚にし、権利を束縛」していた政治への批判から民選議院設立自体は否定していなかった（「佐々木高行日記」六）。

### 大阪会議

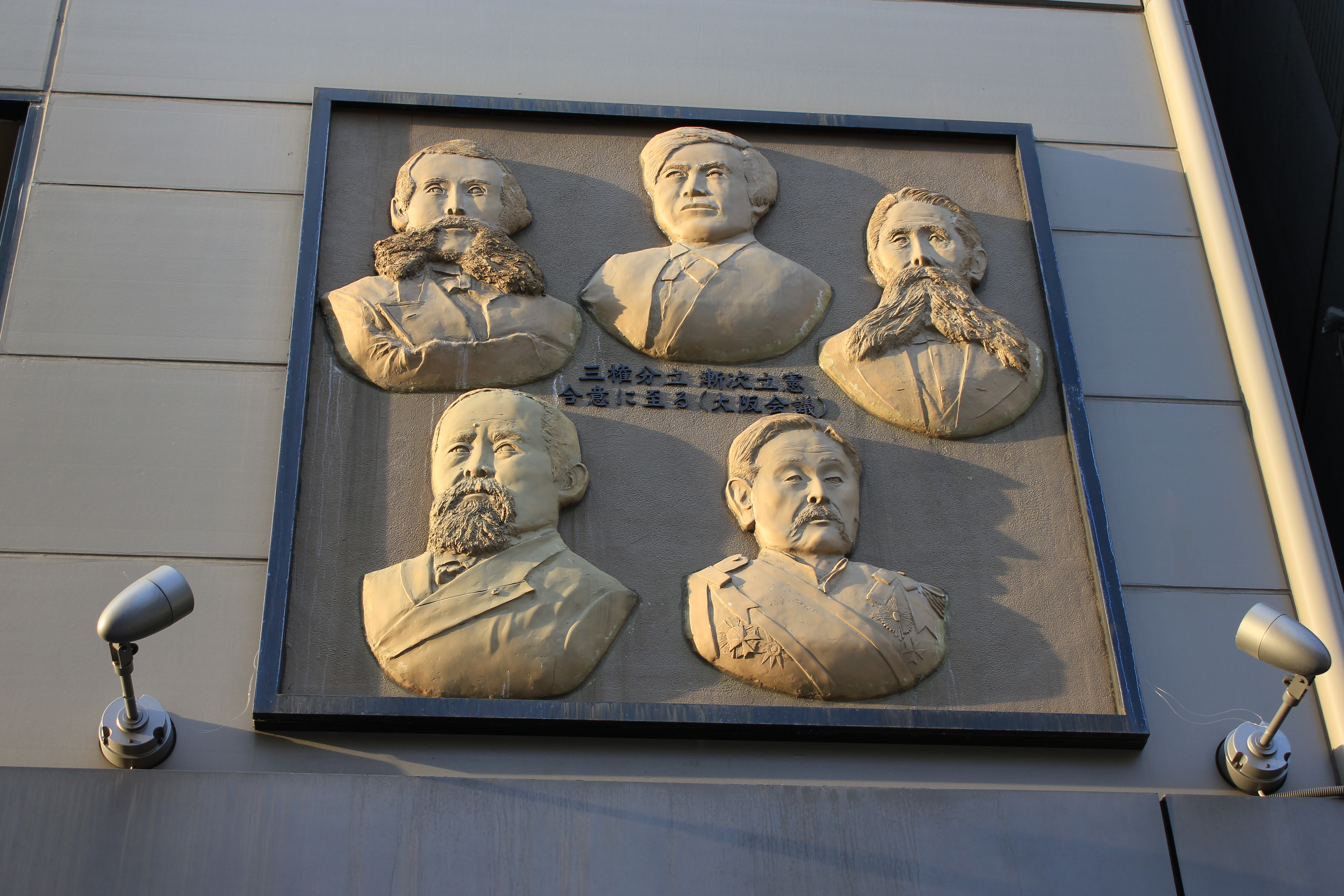
大阪会議開催の地にある大久保利通（上左）木戸孝允（上中央）板垣退助（上右）伊藤博文（下左）井上馨（下右）のレリーフ
（大阪府大阪市中央区北浜）

明治8年（1875年）、板垣退助は、国会開設運動を全国組織に拡大することを目指し、大阪で愛国社の結成に奔走。その中で「国会開設を本気で目指すのであれば、なぜ参議を辞職したのか、政府の中で改革すれば良かったのではないか」との批判もあり、大阪会議の結果、板垣は政府内から国会開設の目的を果たす戦略を考え、参議に復職。この時、板垣は西郷隆盛も同時に参議に復職することを大久保らに約束させる。しかし、西郷は板垣からの書簡の受け取りを拒否し、さらに書簡を持参した使者に居留守を使ってまで追い返すという謎の行動に出たため、西郷は参議に復帰しなかった。
一定の成果を上げるが、愛国社は中心となる板垣が公職に就いたため活動が出来ず資金難により、一旦消滅する。

### 不平士族の乱
建白書提出の直前の1月14日には赤坂喰違見附で右大臣岩倉具視が板垣にともなって下野した高知県士族に襲撃される暗殺未遂が起きていた。
また、江藤新平が建白書の直後に士族反乱の佐賀の乱（1874年）を起こし、死刑となっていることで知られるように、この時期の自由民権運動は政府に反感を持つ士族らに基礎を置き、士族民権と呼ばれる。士族民権は武力闘争と紙一重であった。
神風連の乱、秋月の乱、萩の乱を経て
武力を用いる士族反乱の動きは明治10年（1877年）の西南戦争で頂点に達した。西郷隆盛が兵を挙げたことに乗じて挙兵し、兵力を以て議会開設を迫ろうとする動きが立志社内部でも発生、幹部が逮捕されてしまう（立志社の獄）。
板垣退助は言論の力で議会を開設しようとしており、即時挙兵には反対していたが、西洋の抵抗権思想の影響もあり、やむをえない場合は武力行使も辞さないという選択肢は捨ててはいなかった。
この西南戦争が勃発した明治10年（1877年）には木戸孝充が戦争中に病死し、西郷隆盛は敗戦により自決し、大久保利通が翌年に紀尾井町で暗殺され、維新の三傑が相次いで世を去った。

### 運動の高揚

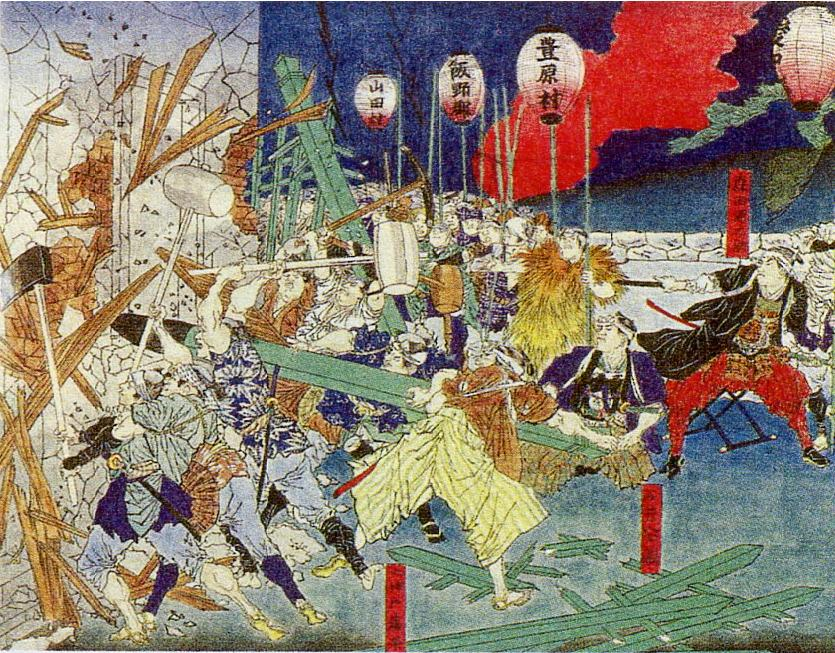
伊勢暴動（1876年）（月岡芳年画）

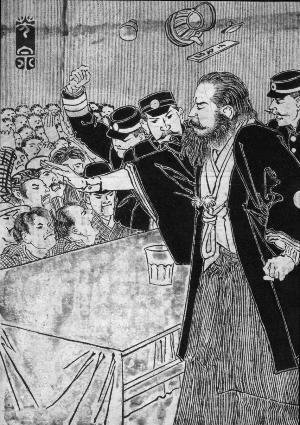
演説会の光景(「絵入自由新聞」挿絵)

明治11年(1878年)、板垣退助は愛国社を再興し、明治13年(1880年)の第四回大会で国会期成同盟が結成され、国会開設の請願・建白が政府に多数提出された。地租改正を掲げることで、運動は不平士族のみならず、農村にも浸透していった。特に各地の農村の指導者層には地租の重圧は負担であった。これにより、運動は全国民的なものとなっていった。
この時期の農村指導者層を中心にした段階の運動を豪農民権という。豪農民権が自由民権運動の主体となった背景には、明治9年(1876年)地租改正反対一揆が士族反乱と結ぶことを恐れた政府による地租軽減と、西南戦争の戦費を補うために発行された不換紙幣の増発によるインフレーションにより、農民層の租税負担が減少し、政治運動を行う余裕が生じてきたことが挙げられる。実際交通事情が未整備な当時、各地の自由民権家との連絡や往復にはかなりの経済的余裕を必要としていた。これら富農層が中心となった運動だけに、政治的な要求項目として民力休養・地租軽減が上位となるのは必然であった。また、士族民権や豪農民権の他にも、都市ブルジョワ層や貧困層、博徒集団に至るまで当時の政府の方針に批判的な多種多様な立場からの参加が多く見られた。
民権運動の盛り上がりに対し、政府は明治8年(1875年)には讒謗律、新聞紙条例の公布、明治13年(1880年)には集会条例など言論弾圧の法令で対抗した。

### 私擬憲法
国会期成同盟では国約憲法論を掲げ、その前提として自ら憲法を作ろうと、翌明治14年(1881年)までに私案を持ち寄ることを決議した。板垣退助は私擬憲法の作成意図について『我国憲政ノ由来』で次のように述べている。

これらの影響により憲法草案を考えるグループが全国的に誕生し、明治14年(1881年)に交詢社は『私擬憲法案』を編纂・発行し、植木枝盛は私擬憲法『東洋大日本国国憲按』を起草した。昭和43年(1968年)に東京五日市町（現あきる野市）の農家の土蔵から発見されて有名になった『五日市憲法』は地方における民権運動の高まりと思想的な深化を示している。

### 明治十四年政変と政党結成

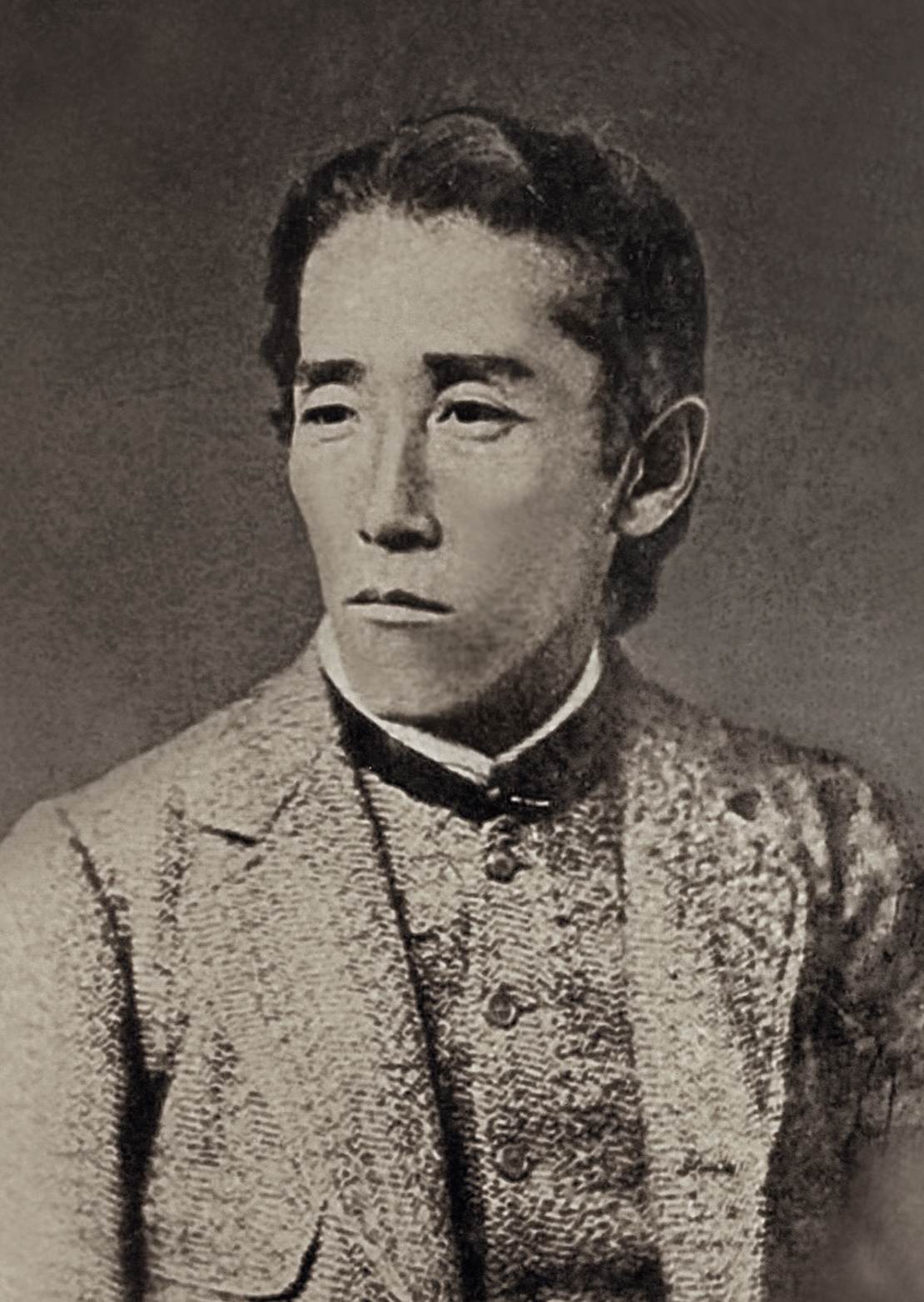
板垣退助
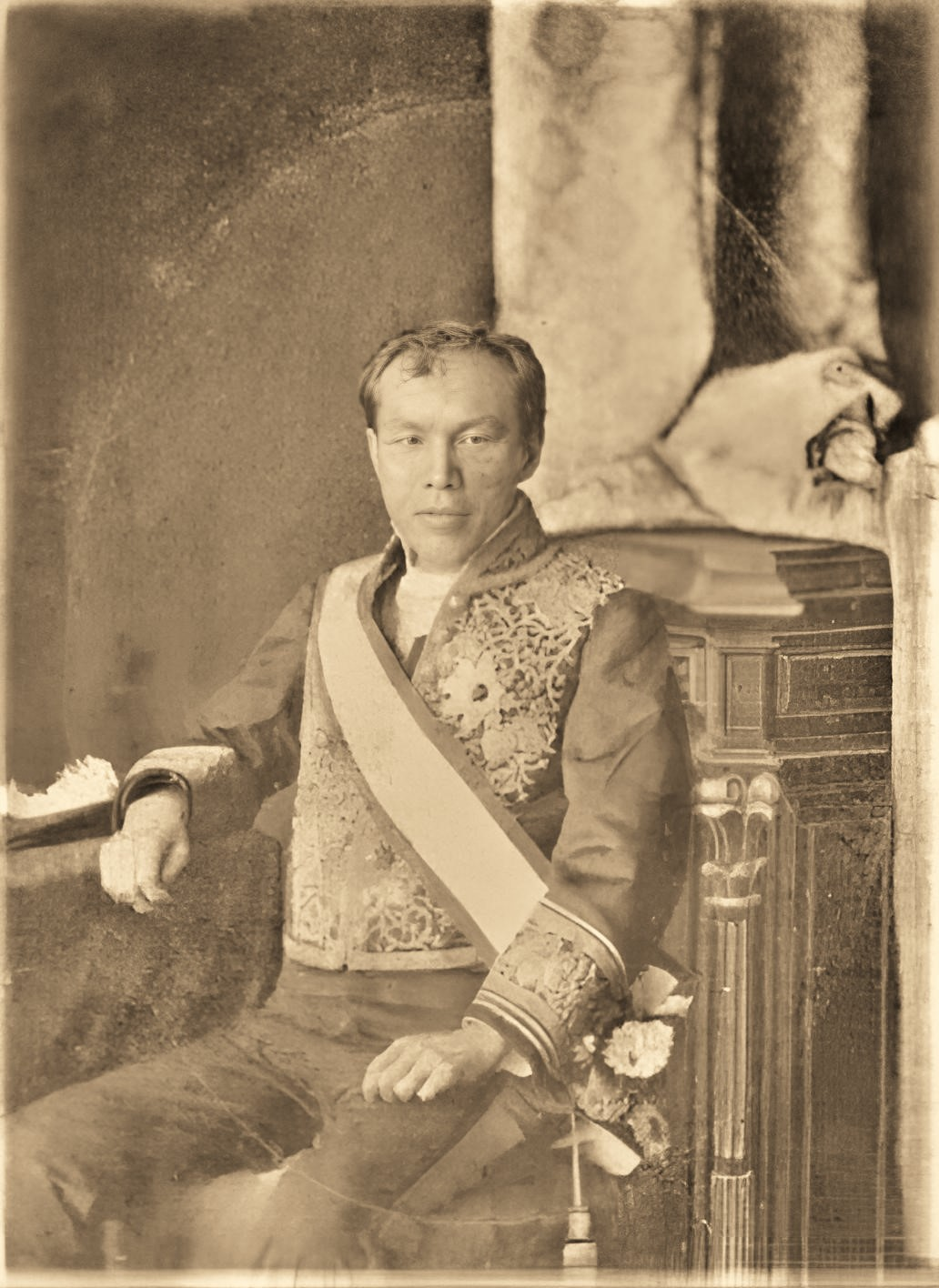
大隈重信

一方、明治政府内においても元老院において国憲案の起草作業が行われ、その国憲案の中には議会の設置も含まれていた。また、1879年から1881年にかけて左大臣有栖川宮熾仁親王は諸参議に立憲政体についての意見書の提出を求め、山縣有朋、黒田清隆、山田顕義、井上馨、伊藤博文が意見を提出し、最後に大隈重信がイギリス流の議院内閣制の採用と1983年までの議会開設という当時としては急進的な意見を提出した。この大隈の急進的な案は他の参議より大隈に対する不信を招くきっかけとなった。
この後、北海道官有物払下げ事件が起きると政府内では大隈が情報を新聞社にリークしたと目され、大隈は追放されることとなり、同時に国民感情を抑えるために議会開設が必要であると伊藤博文が岩倉具視を説得し、10月11日の御前会議にて大隈罷免と官有物払下げ中止が決定され、翌日に9年後の議会開設を約した「国会開設の勅諭」が出された。この一連の政変が明治十四年の政変である。
明治十四年の政変の結果、大隈重信が政府を追放され、薩摩の領袖である黒田清隆もその影響力を大きく低下させ、政府の中心となった伊藤博文は議会開設と憲法制定に向けて伊藤巳代治、西園寺公望らを連れて欧州へ旅立った。
明治14年(1881年)、9年後に帝国議会を開設するという国会開設の詔が出されたのを機に、国会期成同盟第三回大会で日本初の本格的政党である自由党が結成し総理(党首)に板垣退助、副総理に中島信行、常議員に後藤象二郎、馬場辰猪が選出された。
また参議・大隈重信は、政府内で国会の早期開設を唱えていたが、明治14年(1881年)に起こった明治十四年の政変で、参議伊藤博文らによって罷免され、下野していたが、大隈も明治15年(1882年)に立憲改進党を組織し総理(党首)となった。
大隈とともにイギリス流の議院内閣制を目指し、政変に敗れ追放された福沢諭吉の門下生らは政治的中立・独立をモットーとする『時事新報』を創刊した。

### 自由党の尊王論
板垣退助は、明治15年(1882年)3月、『自由党の尊王論』を著し、自由主義は尊皇主義と同一であることを力説し自由民権の意義を説いた。

### 板垣退助岐阜遭難事件

板垣退助の岐阜遭難事件

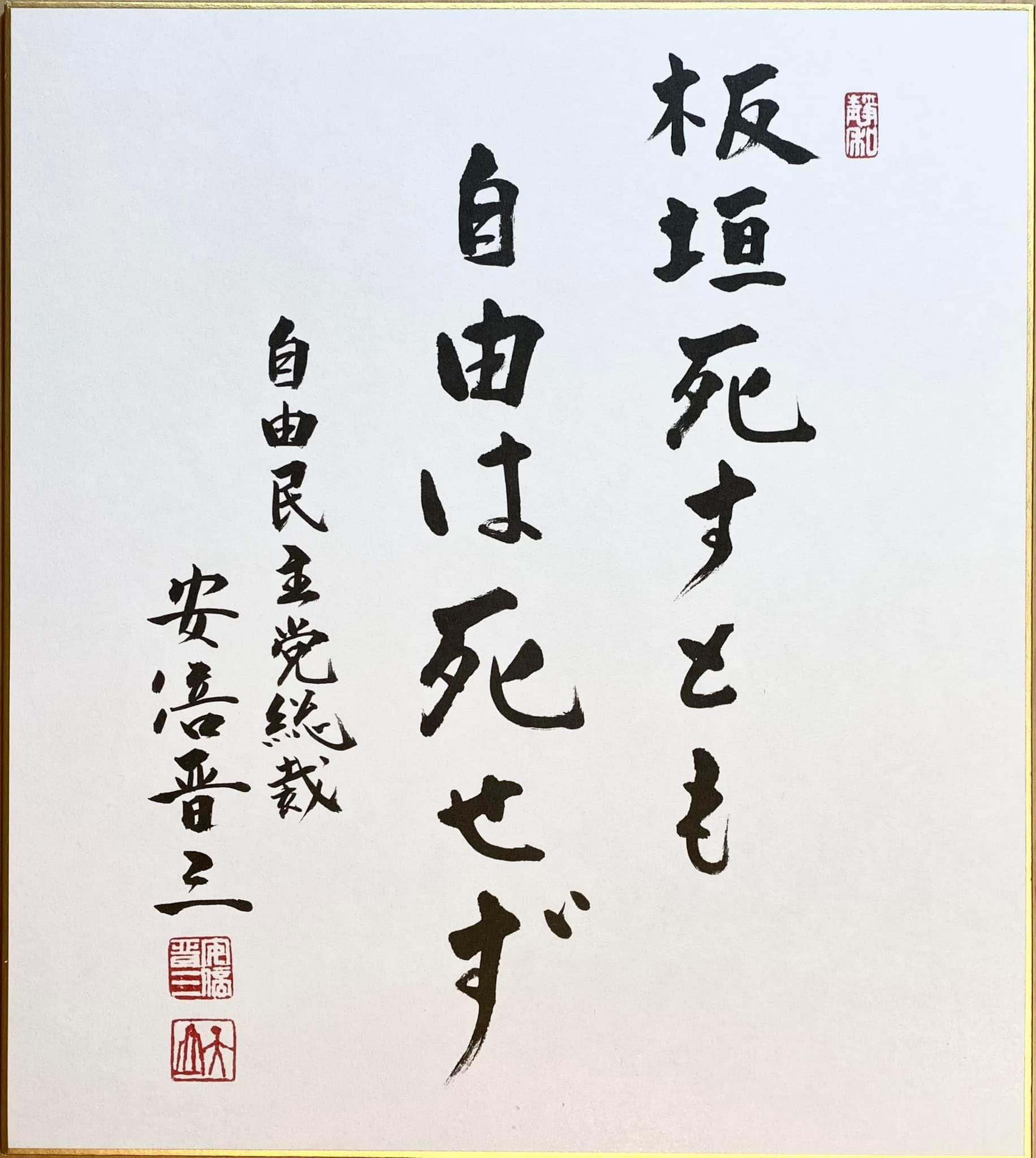
板垣死すとも自由は死せず
（板垣退助百回忌に際し安倍晋三が揮毫）

板垣退助は全国を遊説して回り、党勢拡大に努めていた明治15年(1882年)4月6日、岐阜で遊説中に暴漢・相原尚褧に襲われ負傷した（岐阜事件）。その際、板垣は襲われたあとに竹内綱に抱きかかえられつつ起き上がり、出血しながら「吾死スルトモ自由ハ死セン」と言い、これがやがて「板垣死すとも自由は死せず」という表現で広く伝わることになった。この事件の際、板垣は当時医者だった後藤新平の診療を受けており、後藤は「閣下、御本懐でございましょう」と述べ、療養後に彼の政才を見抜いた板垣は「彼を政治家にできないのが残念だ」と語っている。
「板垣死すとも自由は死せず」という有名な言葉は、板垣が襲撃を受けた際に叫んだものである。
板垣自身が記しているものによれば、
4月6日の事件後すぐに出された4月11日付の『大阪朝日新聞』は、事件現場にいあわせた小室信介が書いたものであるが「板垣は『板垣は死すとも自由は亡びませぬぞ』と叫んだ」と記されており、他紙の報道も同様で、東京の『有喜世新聞』では「兇徒を睨みつけ『板垣は死すとも自由の精神は決して死せざるぞ』と言はるゝ」等とある。
また政府側の密偵で自由民権運動を監視していた立場の目撃者・岡本都與吉(岐阜県御嵩警察署御用掛)の報告書においても、板垣自身が同様の言葉を襲撃された際に叫んだという記録が発見され今日に至っている。
- 「板垣ハ死スルトモ自由ハ亡ヒス」（自由党の臨時報より）
- 「吾死スルトモ自由ハ死セン」（岐阜県御嵩警察御用掛(政府密偵)・岡本都與吉）の上申書より）
- 「我今汝カ手ニ死スルコトアラントモ自由ハ永世不滅ナルヘキゾ」（岐阜県警部長の報告書より）
- 「嘆き玉ふな板垣は死すとも自由は亡びませぬぞ」（『大阪朝日新聞』明治15年(1882年)4月11日号）- 事件現場にいた小室信介の筆記
- 「板垣は死すとも自由の精神は決して死せざるぞ」（『有喜世新聞』明治15年(1882年)4月11日号）
- 「たとい退助は死すとも自由は死せず[43]」 - 事件現場にいた岩田徳義の筆記

### 自由民権運動と女性
1884年に「自由燈」で女性の権利の確立を訴えた「同胞姉妹に告ぐ」を発表した岸田俊子や「東洋のジャンヌ・ダルク」と評された福田英子らの運動が著名である。これらの運動は日本の女性解放運動の先駆けであった。女性参政権を求めて運動をした高知の楠瀬喜多の活動も知られている。

### 運動内の分裂
明治十四年の政変によって、自由民権運動に好意的と見られてきた大隈をはじめとする政府内の急進派が一掃され、政府は伊藤博文を中心とする体制を固める事に成功して、結果的にはより強硬な運動弾圧策に乗り出す環境を整える事となった。また伊藤らは民権運動家の内部分裂を誘う策も行った。後藤象二郎を通じて自由党総理板垣退助に洋行を勧め、板垣がこれに応じると、民権運動の重要な時期に政府から金をもらって外国へ旅行する板垣への批判が噴出。批判した馬場辰猪・大石正巳・末広鉄腸らを板垣が逆に自由党から追放するという措置に出たため、田口卯吉・中江兆民らまでも自由党から去ることとなった。また改進党系の郵便報知新聞なども自由党と三井との癒着を含め、板垣を批判。板垣・後藤の出国後には自由党系の自由新聞が逆に改進党と三菱との関係を批判するなど泥仕合の様相を呈した。

### 激化事件と運動の衰退

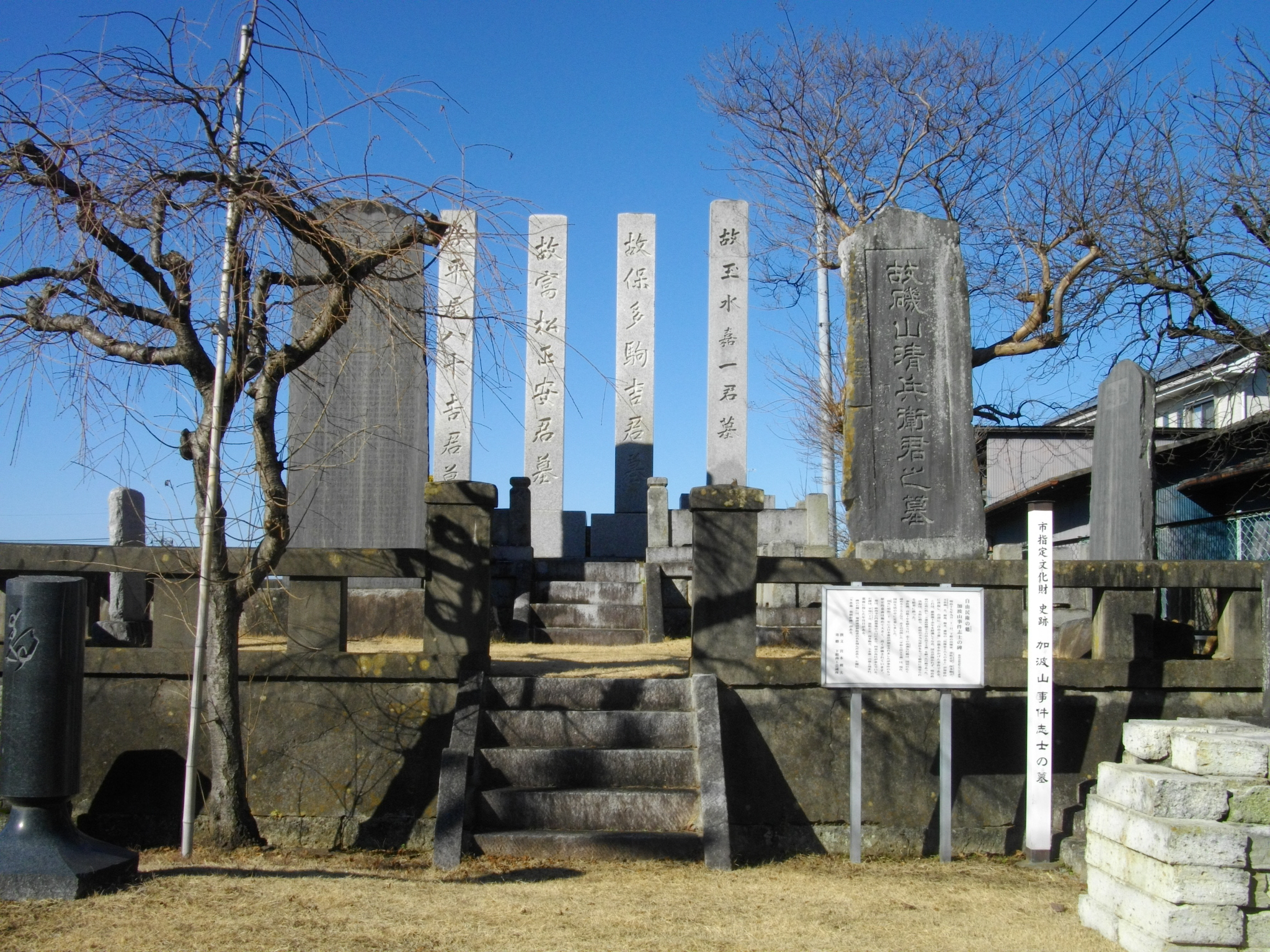
加波山事件志士の墓（茨城県筑西市）

大井憲太郎や内藤魯一など自由党急進派は政府の厳しい弾圧にテロや蜂起も辞さない過激な戦術をも検討していた。また、松方デフレ等で困窮した農民たちも国会開設を前に準備政党化した自由党に対し不満をつのらせていた。
こうした背景のもとに1881年（明治14年）には秋田事件、1882年（明治15年）には福島事件、1883年（明治16年）には高田事件、1884年（明治17年）には群馬事件、加波山事件、秩父事件、飯田事件、名古屋事件、1886年（明治19年）には静岡事件等と全国各地で「激化事件」が頻発した。また、大阪事件もこうした一連の事件の延長線上に位置づけられている。なお、政府は1885年（明治18年）1月15日に爆発物取締罰則を施行した。
1884年には自由党は解党し、同年末には立憲改進党も大隈らが脱党し事実上分解するなど打撃を受けた。

### 運動の再開から国会開設へ

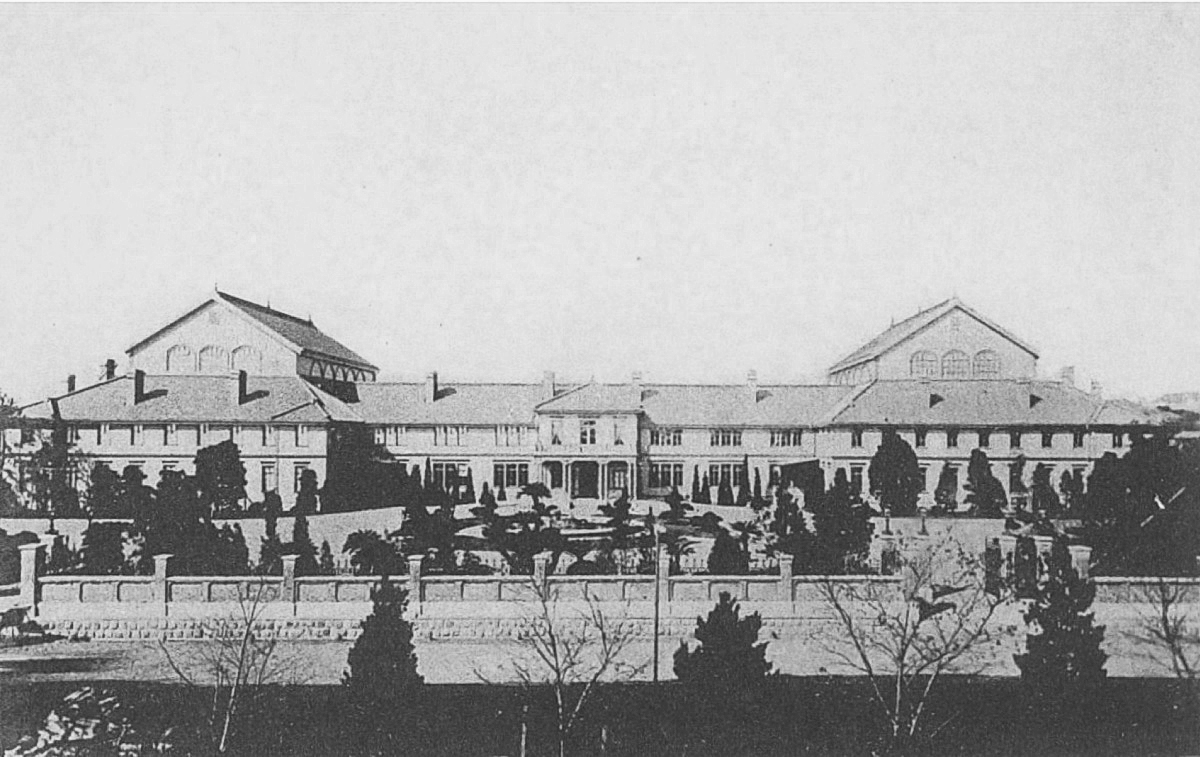
国会議事堂(第一次仮議事堂)

1886年には星亨らによる大同団結運動で民権運動は再び盛り上がりを見せ、中江兆民や徳富蘇峰らの思想的な活躍も見られた。翌1887年（明治20年）には、さらに井上馨による欧化主義を基本とした外交政策に対し、外交策の転換・言論集会の自由・地租軽減を要求した三大事件建白運動が起こり、民権運動は激しさを増した。これに対し政府が保安条例の制定や改進党大隈の外相入閣を行うことで運動は沈静化した。伊藤博文らの憲法草案を元に枢密院会議での審議を経て1889年（明治22年）に大日本帝国憲法が明治天皇によって公布され、同時に皇室典範、議院法、衆議院議員選挙法、会計法、貴族院令も公布された。皇居での憲法発布式を終えた明治天皇・皇后の馬車が正門を出ると、帝国大学の学生が万歳を叫んだ。
『朝野新聞』社説で改進党の犬養毅は東洋ではじめて制定された憲法を礼賛したが、今後の運用が重要であると指摘した。同じく改進党系の高田早苗も『憲法雑誌』上で明治憲法は素晴らしい憲法であると論じた。憲法発布とともに大赦令が公布され保安条例などの対象とされていた旧自由党系458名が赦免され、河野広中、大井憲太郎、星享らの旧自由党系指導者が大量に出獄した。
翌1890年（明治23年）に第1回総選挙が行われ、帝国議会が開かれた。以降、政府・政党の対立は帝国議会に持ち込まれた。

## 評価
- 幕末に起こった政治参加の拡大を求めた公議という思想を五箇条の御誓文により国是とした明治政府は、1881年の「国会開設の勅諭」により9年後の議会開設を約束した。今も昔も9年後の約束が政治の世界で守られることはほとんどない。それでも明治政府が約束を守り議会を開設したことは明治維新の目的が公議の実現にあったことにほかならないだろうと評価されている[50]

- 昭和天皇 -「(五箇条の御誓文に基づき、民撰議院設立建白書などの要望を踏まえて)民主主義を採用されたのは明治天皇であって、日本の民主主義は(板垣退助らの自由民権運動の成果であり)決して輸入のものではないということを(アメリカを始めとする諸外国に)示す必要があった。(国内においては)日本の国民が誇りを忘れては非常に具合が悪いと思って、誇りを忘れさせないためにあの宣言を考えたのです[51][52]」

- 板垣退助を筆頭に、高知県出身の民権派の活動が全国に知られている一方、彼らに反発した反民権派の活動については、自由民権運動の研究対象として活用されず、ほとんど知られていない実情がある。勤王主義の流れを汲む反民権派は、立志社に対抗するために静倹社を設立し、高知城追手門二階に静倹学舎という学校を開いて活動した。彼らは、フランス革命のような動乱誘発によって、天皇親政が侵される懸念から国会開設に反対し、条約改正や地租、軍事経済の分野でも、民権派を批判する独自の建白書を作成しており、自由民権運動の再検討には、民権派と反民権派、双方の主張を比較して検証する必要があると考えられている[53]。